# Odruch skrzyżowanego wyprostu
Odruch skrzyżowanego wyprostu – odruch fizjologiczny polegający na przywiedzeniu i prostowaniu kończyny dolnej w odpowiedzi na podrażnienie podudzia po stronie przyśrodkowej drugiej kończyny. 
Odruch ten jest fizjologiczny tylko w ciągu pierwszych 3 miesięcy życia. Potem powinien wygasnąć.